# Martin Andersen Nexøs sidste rejse
 For alternative betydninger, se Martin Andersen Nexøs sidste rejse (flertydig). (Se også artikler, som begynder med Martin Andersen Nexøs sidste rejse)
Martin Andersen Nexø er en dansk dokumentarfilm af Jørgen Roos om forfatteren Martin Andersen Nexø fra 1954.

## Handling
Reportagefilm fra den store danske forfatter Martin Andersen Nexøs sidste rejse fra sit hjem i Dresden til begravelsen i København. Tusindvis af mennesker fra hele verden, deriblandt flere socialistiske og kommunistiske politikere, er mødt op for at vise forfatteren den sidste ære både ved modtagelsen af kisten ved Gedser Færgehavn og ved den storslåede mindehøjtidelighed i Forum d. 5. juni 1954.